# Guembelitriella
Guembelitriella es un género de foraminífero planctónico de la familia Guembelitriidae, de la superfamilia Heterohelicoidea, del suborden Globigerinina y del orden Globigerinida. Su especie tipo es Guembelitriella graysonensis. Su rango cronoestratigráfico abarca el Cenomaniense inferior (Cretácico superior).

## Descripción
Se han propuesto dos conceptos taxonómicos para Guembelitriella, la primera de las cuales es la más ampliamente aceptada:
- Guembelitriella incluía especies con conchas inicialmente triseriadas y finalmente multiseradas, de forma subcónica globular; sus cámaras eran subesféricas; sus suturas intercamerales eran incididas; su contorno ecuatorial era subtriangular o irregular, y lobulado; su periferia era redondeada; su abertura principal era interiomarginal, umbilical, con forma de arco bajo o medio, y bordeada por un estrecho labio; proliferación de aberturas en el estadio multiseriado; presentaban pared calcítica hialina, microperforada con poros cilíndricos o poros en túmulo, y una superficie pustulada o papilada.
- Guembelitriella incluía especies con conchas trocoespirladas, de forma subcónica globular; sus cámaras eran globulares; sus suturas intercamerales eran incididas; su contorno ecuatorial era subtriangular o irregular, y lobulado; su periferia era redondeada; su abertura principal era interiomarginal, umbilical, con forma de arco bajo o medio, y bordeada por un estrecho labio; proliferación de aberturas en el estadio multiseriado; presentaba pared calcítica hialina, microperforada, y una superficie lisa o ligeramente pustulada, con pústulas de pequeño tamaño.

## Discusión
Algunos autores han considerado que las especies de Guembelitriella representan formas aberrantes o teratológicas de Guembelitria, y por tanto han considerado que es un sinónimo subjetivo posterior. Por esta razón, clasificaciones posteriores lo han incluido, como a otros guembelítridos, en el orden Heterohelicida. Sin embargo, otros autores consideran que la posición sistemática y el concepto taxonómico dado a Guembelitriella está fuertemente sesgado por su descripción original. Se describió con un estadio inicial triseriado, lo que motivó su inclusión dentro de los guembelítridos al estimar que tenía relación filogenética con Guembelitria. Un posterior reestudio del hopotipo de Guembelitriella graysonensis (la especie tipo de Guembelitriella) indicaron que su estadio inicial es trocoespiralado (no triseriado), y por tanto presenta una morfología más parecida a la del bentónico Praebulimina que a la de Guembelitria. De acuerdo a esta hipótesis, Guembelitriella se ha considerado un género válido pero perteneciente a la familia Turrilinidae y a la superfamilia Turrilinoidea. La especie tipo de Guembelitriella se ha incluido también en el género bentónico Gubkinella.

## Paleoecología
Teniendo en cuenta el concepto taxonómico inicial del género, Guembelitriella incluiría especies con un modo de vida planctónico, de distribución latitudinal preferentemente tropical-subtropical, y habitantes pelágicos de aguas superficiales (medio epipelágico, y preferentemente neríticas medias y externas).

## Clasificación
Guembelitriella incluye a la siguiente especie:
- Guembelitriella graysonensis †

Otras especies consideradas en Guembelitriella son:
- Guembelitriella esphirae †
- Guembelitriella postcretacea †